# Culeolus pyramidalis
Culeolus pyramidalis is een zakpijpensoort uit de familie van de Pyuridae. De wetenschappelijke naam van de soort is voor het eerst geldig gepubliceerd in 1907 door Ritter.